# Hadena chrysocyanea
Hadena chrysocyanea är en fjärilsart som beskrevs av Charles Boursin 1961. Hadena chrysocyanea ingår i släktet Hadena och familjen nattflyn. Inga underarter finns listade i Catalogue of Life.